# Camino Real Transversal de Pontevedra a Puente Sampayo y Tuy
El camino real que va entre Tuy y Pontevedra actualmente está en desuso y en sitios desaparecido. Por ejemplo: a su paso por Zamanes, hoy en día este apenas se aprecia cuando baja el nivel de las aguas del embalse de Zamanes, ya que pasaba de lado a lado; Antiguamente incluso los franceses pasaron por el tanto para conquistar Vigo como para su retirada, sufriendo en esta zona pequeñas escaramuzas.
Su trayecto iba de Tuy a Vigo pasando por Zamanes y de Vigo a Pontevedra pasando por Redondela y la localidad de Puente-Sampayo.
Este camino está destruido desde la finalización de la construcción del embalse del Alcalde Pérez-Lorente (presa de Zamanes) pero todavía quedan indicios de él en las rutas etnográficas de los molinos  y resquicios de su antiguo trayecto.